# مارکوپولو اس.ای
مارکوپولو اس.ای (انگلیسی: Marcopolo S.A.) شرکت اتوبوس‌سازی برزیلی است، که در سال ۱۹۴۹ تأسیس شد.